# Zoe Atkin
Zoe Atkin (Newton, 16 gennaio 2003) è una sciatrice freestyle britannica, specializzata nell'halfpipe.

## Biografia
Specializzata nell'halfpipe e attiva a livello internazionale dall'agosto 2017, la Atkin ha debuttato in Coppa del Mondo il 7 dicembre 2018, giungendo 14ª a Copper Mountain e ha ottenuto il suo primo podio, nonché la sua prima vittoria il 13 dicembre dell'anno successivo, imponendosi nella stessa località.
Ai Mondiali di Bakuriani 2023 ha vinto la medaglia d'argento, mentre ad Aspen 2021 quella di bronzo. Nella stagione 2024-2025 ha vinto la Coppa del Mondo di halfpipe, a pari merito con la cinese Li Fanghui. Nella stessa stagione ha vinto la medaglia d'oro nell'halfpipe ai Campionati Mondiali di Engadina 2025.

## Palmarès

### Mondiali
- 3 medaglie:
  - 1 oro (halfpipe a Engadina 2025)
  - 1 argento (halfpipe a Bakuriani 2023)
  - 1 bronzo (halfpipe a Aspen 2021)

### Winter X Games
- 2 medaglie:
  - 1 oro (superpipe ad Aspen 2023)
  - 1 argento (superpipe ad Aspen 2024)

### Coppa del Mondo
- Vincitrice della Coppa del Mondo di halfpipe nel 2025
- 10 podi:
  - 2 vittorie
  - 5 secondi posti
  - 3 terzi posti

#### Coppa del Mondo - vittorie
| Data             | Luogo           | Paese       | Disciplina |
| ---------------- | --------------- | ----------- | ---------- |
| 13 dicembre 2019 | Copper Mountain | Stati Uniti | HP         |
| 2 febbraio 2025  | Aspen           | Stati Uniti | SS         |

Legenda:

HP = Halfpipe